# Mamoudzou

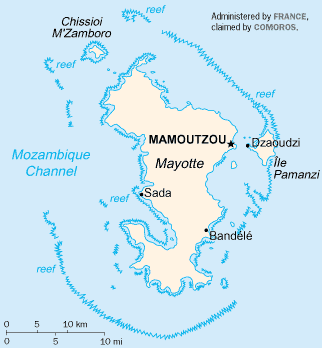
Poloha Mamoudzou v rámci ostrova

Mamoudzou (v jazyce Shimaoré Momoju) je nejpočetněji osídlená komuna a správní středisko francouzského zámořského departementu a regionu Mayotte. Leží v Indickém oceánu na ostrově Grande-Terre (Mahoré), největším ostrově regionu Mayotte v Komorském souostroví. Na ploše 41,89 km² zde žije 57 281 obyvatel (stav 2012). V samotném městě Mamoudzou žije 6533 obyvatel (stav 2002)
Ostrov se nachází v Mosambickém kanálu, mezi Mosambikem a severní částí Madagaskaru
Bývalým hlavním městem bylo až do roku 1977 Dzaoudzi, ležící na sousedním ostrově Petite-Terre (Pamanzi),
V celé komuně se nachází 6 vesnic: Kawéni, Mtsapéré, Passamainti, Vahibé, Tsoundzou I. a Tsoundzou II.

## Obyvatelstvo
| 1985   | 1991   | 1997   | 2002   | 2007   | 2012   |
| ------ | ------ | ------ | ------ | ------ | ------ |
| 12 026 | 20 307 | 32 733 | 45 485 | 53 022 | 57 281 |

| Sídlo       | 1997  | 2002   |
| ----------- | ----- | ------ |
| Kavani      | 3 948 | 5 488  |
| Kaweni      | 6 206 | 9 604  |
| Mamoudzou   | 5 666 | 6 533  |
| Mtsapéré    | 6 979 | 10 495 |
| Passamainty | 5 173 | 6 008  |
| Tsountsou 1 | 2 093 | 3 058  |
| Tsountsou 2 | 574   | 1 063  |
| Vahibé      | 2 135 | 3 236  |